# 欧兹曼比克
欧兹曼比克，是匈牙利佐洛州所辖的一个村，总面积6.69平方公里，总人口185，人口密度27.7人/平方公里（2010年1月1日）。